# Kolej dużych prędkości w Korei Południowej

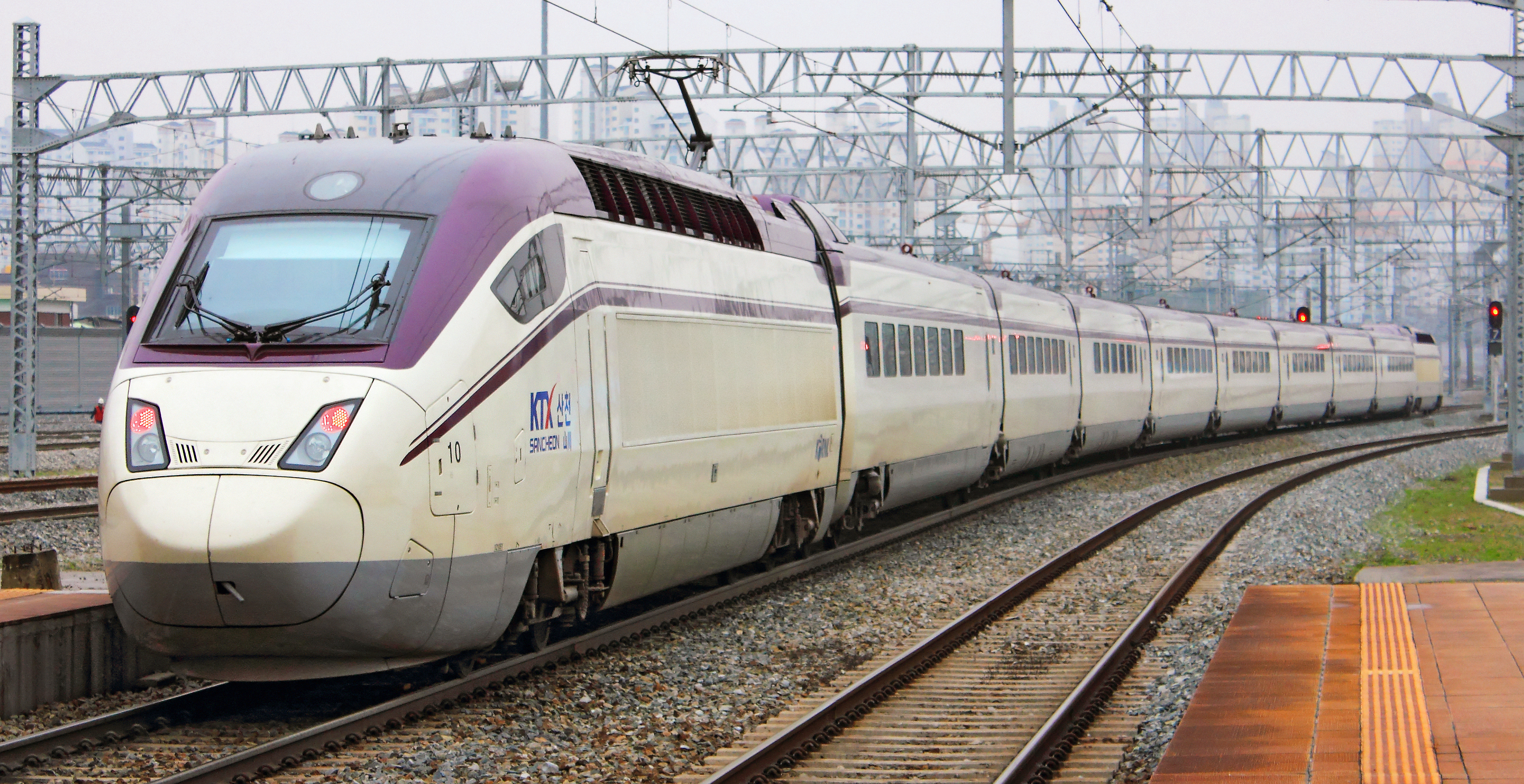
Pociąg KTX-Sancheon class 12

Kolej dużych prędkości w Korei Południowej – podsystem kolejowych przewozów pasażerskich charakteryzujący się prędkościami przekraczającymi 250 km/h. Połączenia obsługuje dwóch operatorów – Korail (KTX) oraz Supreme Railways (SR). Pierwsza linia została uruchomiona 1 kwietnia 2004 roku. W połowie 2017 roku długość linii dedykowanych do obsługi kolei dużych prędkości wynosiła 657 km. Obsługujące je pociągi, poruszające się z maksymalną prędkością 300 km/h, dziennie przewożą ponad 200 000 pasażerów.

## Historia

### Początki

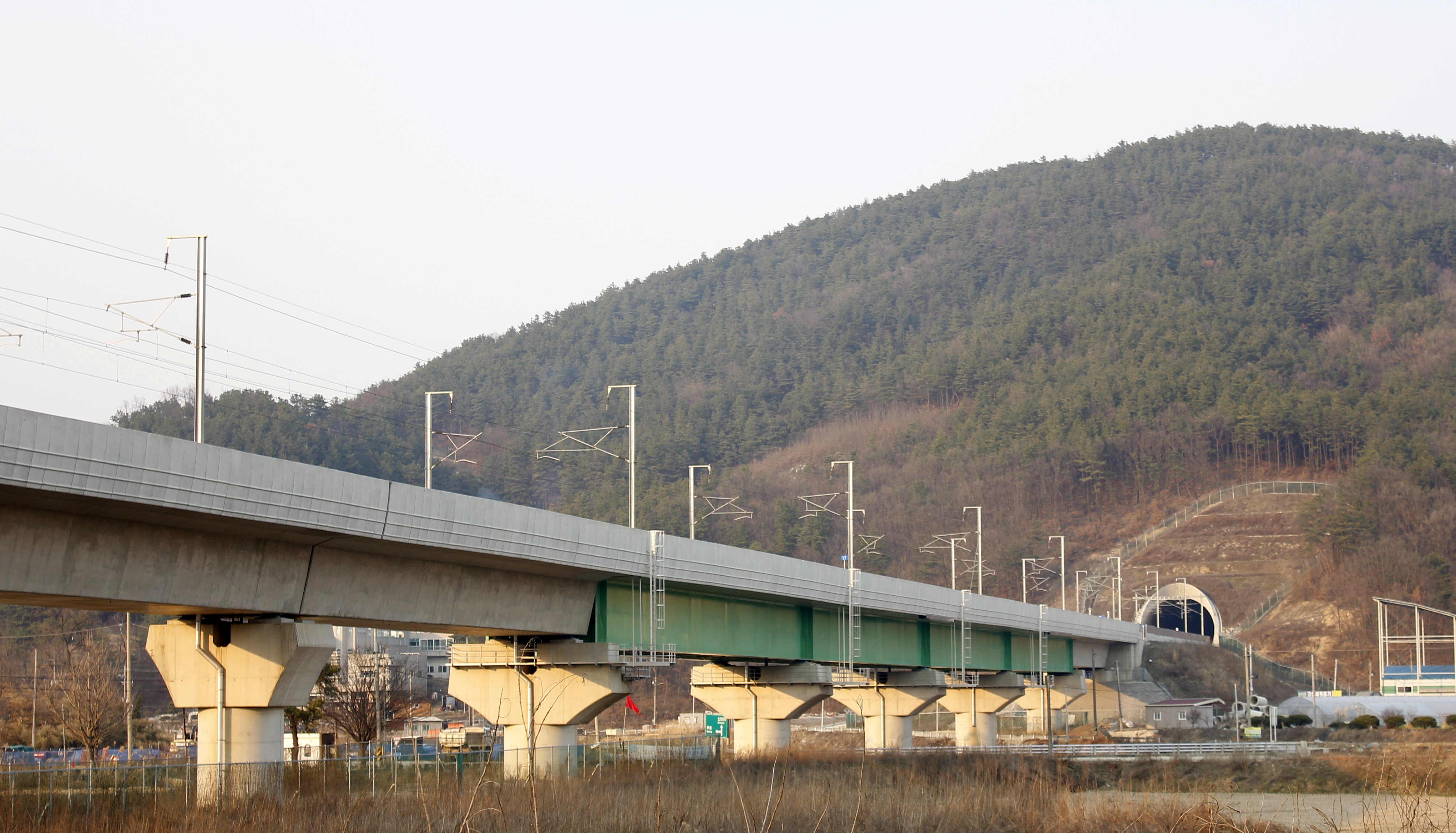
Linia Honam HSR niedaleko Sedżong

W 1989 roku rząd koreański podjął decyzję o wybudowaniu pierwszej linii kolei dużych prędkości – Gyeongbu HSR, która miała połączyć Seul z Pusan. W 1992 roku rozpoczęto pierwsze prace na odcinku pomiędzy Cheonan a Daejeon, zaś zakończenie całej linii zaplanowano na 2004 rok. Kryzys ekonomiczny zmusił rząd do zmiany planów i postanowiono, że odcinek pomiędzy Daegu a Pusan zostanie wybudowany do 2010 roku, zaś pociągi pomiędzy tymi miastami będą kontynuowały trasę na istniejącej linii zwykłej kolei. W 2003 roku podjęto decyzję o budowie linii Honam HSR pomiędzy miastami Cheongju a Mokpo. W dniu 1 kwietnia 2004 roku oddano do użytku linię Gyeongbu HSR, jednakże pociągi osiągały prędkość 300 km/h tylko na odcinku o długości 238,6 km pomiędzy Seulem a Daegu. Linią zarządza powstała w tym samym roku spółka Korea Train eXpress (KTX). W 2009 roku po wielu latach planowania rozpoczęto budowę linii Honam HSR. Pod koniec następnego roku, po 19 latach od rozpoczęcia pierwszych prac na linii Gyeongbu HSR, w dniu 1 listopada nastąpiło otwarcie ostatniego odcinka – od Daegu do Pusan. Czas przejazdu całej trasy o łącznej długości 417,5 km został skrócony do 2 godzin i 20 minut.

### Nowe linie

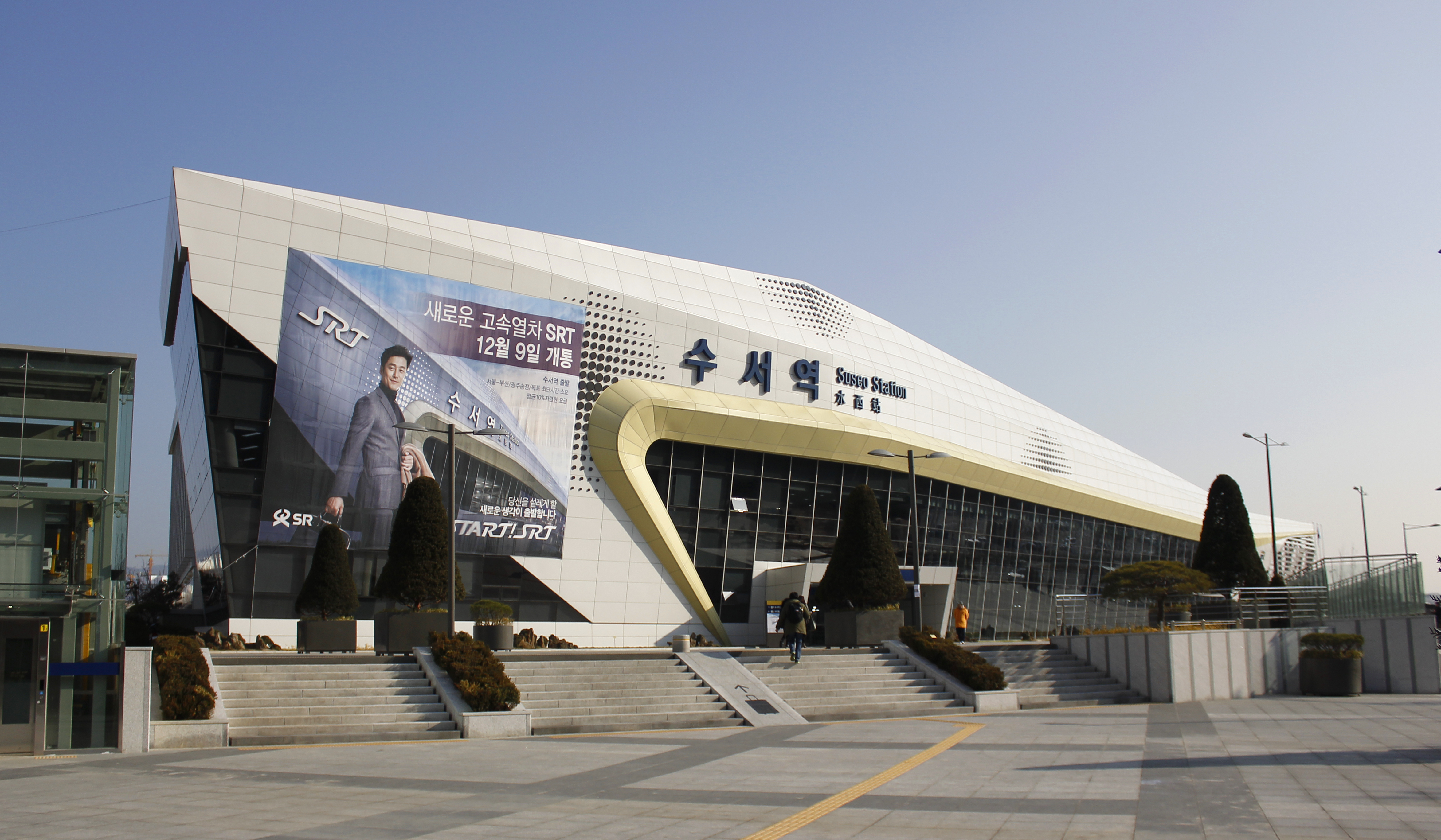
Stacja SRT Suseo

W dniu 1 kwietnia 2015 roku oddano do użytku linię Honam HSR na odcinku od Cheongju (stacja Osong łączy obie koreańskie linie kolei dużych prędkości) do Gwangju o długości 182 km, zarządzaną przez KTX. Czas przejazdu trasy o długości 350 km z Seulu do Gwangju skrócił się do 93 minut. W kolejnym roku Supreme Railways – nowy operator na rynku koreańskim, działający pod marką Super Rapid Train (SRT), w dniu 9 grudnia 2016 roku oddał do użytku trasę o długości 61 km, od stacji Suseo (znajdującej się w Gangnam-gu, południowej dzielnicy Seulu) na południe, gdzie łączy się niedaleko Pyeongtaek z linią Gyeongbu HSR. Odcinek pomiędzy stacjami Suseo i Jije (w mieście Pyeongtaek) biegnie w jednym z najdłuższych tuneli kolejowych na świecie – Yulhyeon Tunnel o długości 50,3 km. Pociągi tego operatora na trasie do Pusan i Mokpo współdzielą infrastrukturę z KTX (jednakże na odcinku Gwangju do Mokpo pociągi poruszają się po zwykłej linii kolejowej, zaplanowane przedłużenie linii kolei dużych prędkości do 2022 roku). W związku z zimowymi igrzyskami olimpijskimi, które odbędą się w Pjongczangu w 2018 roku, pod koniec 2017 roku zostanie oddana do użytku nowa linia łącząca Wonju z Gangneung, o długości 120 km, na której pociągi będą osiągały prędkość 250 km/h. Zostanie ona połączona z linią Jungang (biegnącą z Wonju do stacji Cheongnyangni w Seulu), na której pociągi będą mogły osiągnąć maksymalną prędkość do 230 km/h dopiero po modernizacji, której koniec zaplanowano na 2020 rok.

Mapa linii (najgrubsze oznaczają linie kolei dużych prędkości) – stan na dzień 1.01.2017 r.

## Linie

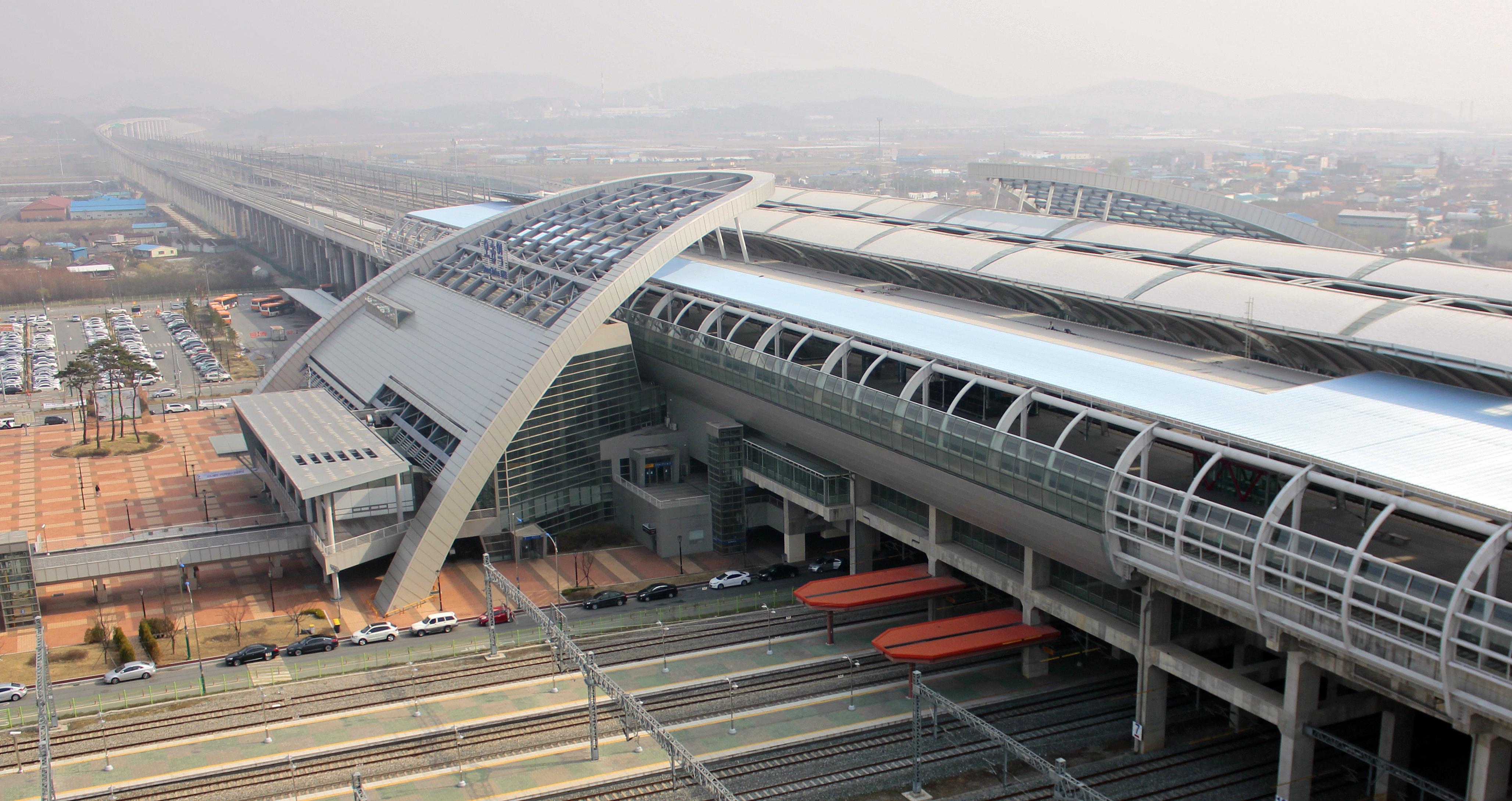
Stacja Osong

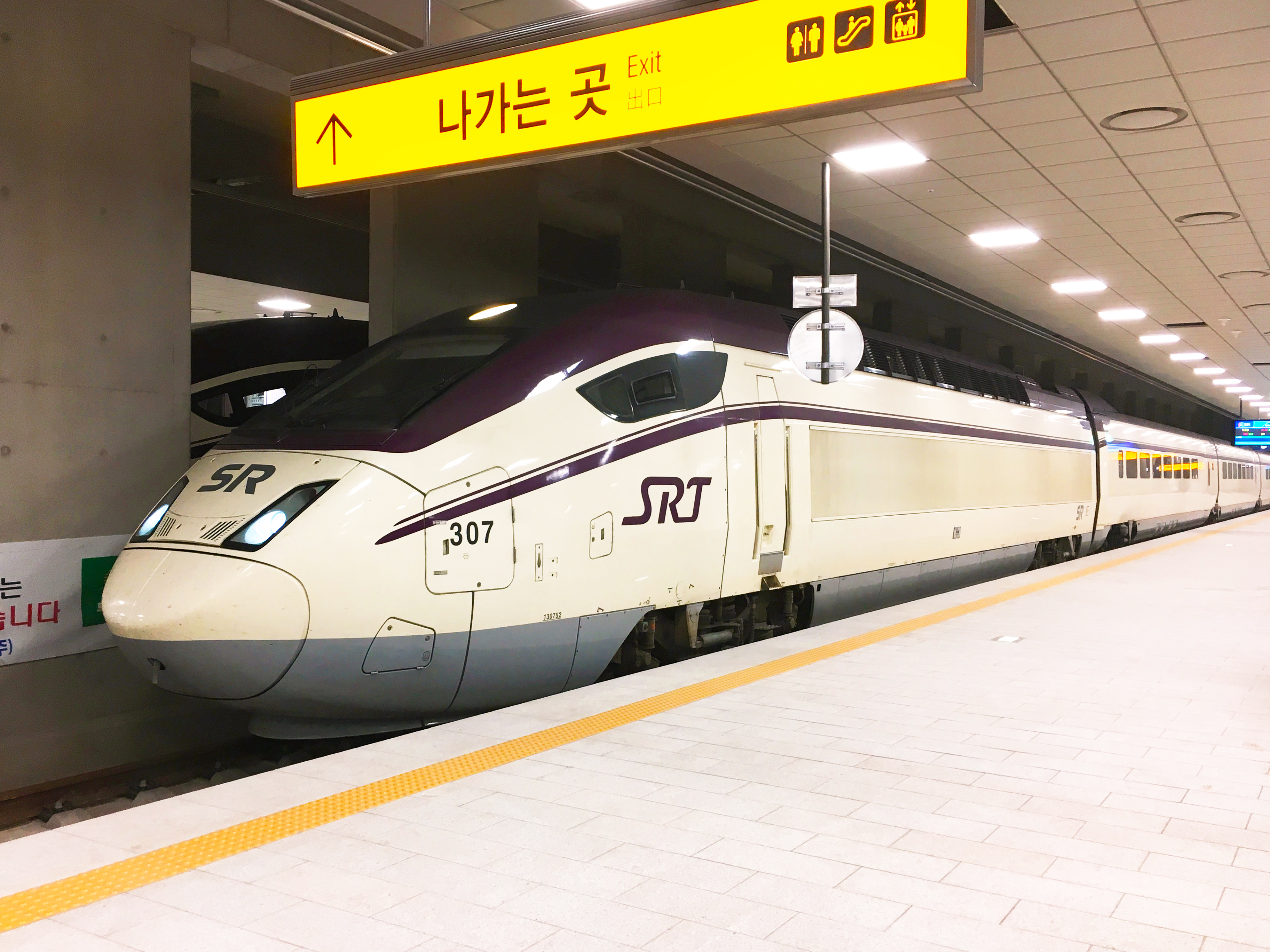
Pociąg SRT (Sancheon class 13)

W 2017 roku użytkowane są trzy linie kolei dużych prędkości, na których pociągi mogą osiągać prędkość co najmniej 250 km/h.

### Gyeongbu HSR
Linia o długości 417,5 km. Wykaz stacji:
- Seul
- Gwangmyeong
- Cheonan–Ansan
- Osong
- Daejeon
- Gimcheon–Gumi
- Dongdaegu
- Singyeongju
- Ulsan
- Pusan

### Honam HSR
Linia o długości 182 km. Do stacji Osong pociągi poruszają się po linii Gyeongbu HRS (z tą różnicą, że początkową stacją jest Yongsan w Seulu, zamiast głównej Seul). Do ostatnich stacji tj. Naju i Mokpo pociągi kursują po zmodernizowanych zwykłych liniach kolejowych, wydłużenie linii kolei dużych prędkości jest dopiero w fazie planowania. Wykaz stacji:
- Osong
- Gongju
- Iksan
- Jeongeup
- Gwangju Songjeong
- Naju
- Mokpo

### Suseo HSR
Linia o długości 61 km. Łączy się ona z linią Gyeongbu HSR przed stacją Cheonan–Ansan, a następnie na trasie do Pusan lub Mokpo stacje są współdzielone z pozostałymi obydwoma liniami. Wykaz stacji:
- Suseo (w Seulu)
- Dongtan
- Jije

## Tabor

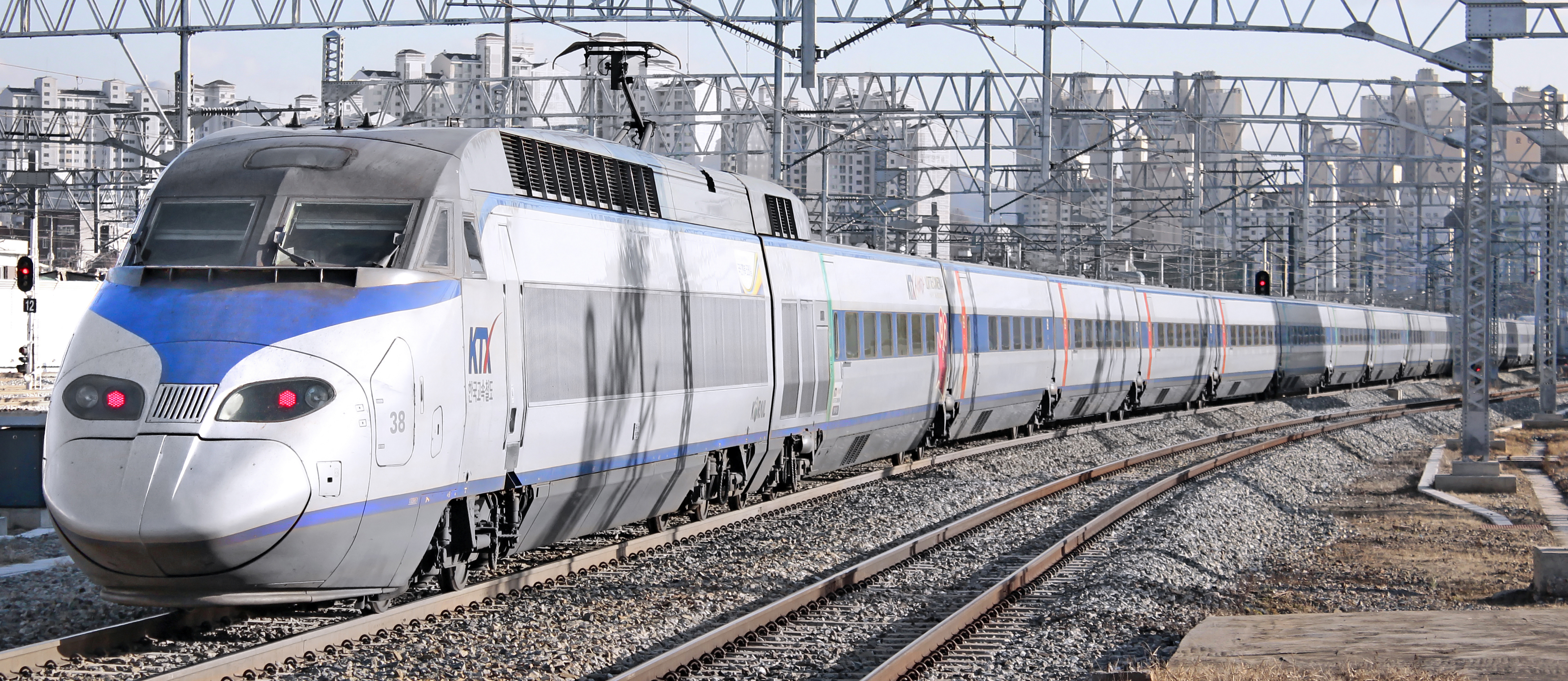
Pociąg KTX

Na liniach kolei dużych prędkości wykorzystywane są następujące modele pociągów:
- KTX – użytkowany od 2004 roku, bazujący na modelu TGV Réseau, mogący osiągnąć maksymalną prędkość operacyjną 305 km/h,
- KTX-Sancheon(inne języki) – użytkowany od 2010 roku (class 11), od 2014 roku (class 12 – KTX-Honam), od 2016 roku (class 13 – SRT-Suseo), planowo od końca 2017 roku (class 14 – KTX-Wongang), wyprodukowane przez Hyundai Rotem (część Hyundai Motor Group), mogące osiągać maksymalną prędkość operacyjną 305 km/h.